# Gemert-Bakel
Gemert-Bakel és un municipi de la província del Brabant del Nord, al sud dels Països Baixos. L'1 de gener del 2009 tenia 28.582 habitants repartits sobre una superfície de 123,36 km² (dels quals 0,7 km² corresponen a aigua). Limita al nord amb Veghel, Boekel i Sint Anthonis, a l'oest amb Laarbeek i al sud amb Helmond, Deurne i Venray (L).

## Centres de població
Bakel, De Mortel, De Rips, Elsendorp, Gemert, Handel i Milheeze.

## Ajuntament
- CDA, 8 regidors
- PvdA, 4 regidors
- Dorpspartij, 3 regidors
- Lokaal Liberaal, 2 regidors
- Realisten2006, 1 regidor
- Fier&Actief, 1 regidor
- VVD, 1 regidor
- Actief Dorpsbelang, 1 regidor